# Ballaké Sissoko
Ballaké Sissoko (Bamako, 1968) è un musicista e cantante maliano.

## Biografia
Figlio di Djelimady Sissoko, Sissoko inizia a suonare la kora da quando era giovane, come la maggior parte della sua casta. Ha suonato nel Instrumental Ensemble of Mali e ha duettato con Toumani Diabaté nel 1999. Nel 2000 ha formato il trio Mande Tabolo.
Nel suo album del 2005, Tomora, collaborò con Toumani Diabaté, Alboulkadri Barry e Rokia Traoré e Fanga Diawara.
Nella sua canzone dell'ottobre 2009, Chamber Music,  partecipò con il noto violoncellista Vincent Ségal. È stata pubblicata dall'etichetta francese No Format! e da quella statunitense Six Degrees Records
Ha pubblicato un album da solista, At Peace, nel 2013. Nel 2019 pubblica un album chiamato Sissoko & Sissoko di duetti realizzati con l'artista Baba Sissoko.

## Discografia
- 1998 - Kora Music from Mali KOra-Solo Album  (bibiafrica records)
- 1999 - New Ancient Strings con Toumani Diabaté (Hannibal-Ryko / Harmonia Mundi)
- 2000 - Déli (Label Bleu/Indigo)
- 2003 - Diario Mali (Ponderosa) con Ludovico Einaudi
- 2005 - Tomora (Label Bleu/Indigo)
- 2009 - Chamber Music (No Format!/Six Degrees) con Vincent Segal
- 2011 - Humbling Tides (Talitres Records / No Format!) con Stranded Horse
- 2013 - At Peace
- 2015 - Musique de nuit con Vincent Segal
- 2019 - Sissoko & Sissoko con Baba Sissoko
- 2021 - Djourou
- 2023 - Radicants con Lorenzo Bianchi Hoesch